# Vestigium felicis
Vestigium felicis är en svampart som beskrevs av Piroz. & Shoemaker 1972. Vestigium felicis ingår i släktet Vestigium, divisionen sporsäcksvampar och riket svampar.   Inga underarter finns listade i Catalogue of Life.